# Garnisonkirchen (Königsberg)
Die Königsberger Garnisonkirchen waren Gottesdienststätten  der Garnison Königsberg in Preußen.
Oberst Johann von Hille ließ nach 1670 in der von ihm befehligten Feste Friedrichsburg die erste Garnisonkirche in Königsberg errichten. Als sie für die Königsberger Truppen nicht mehr ausreichte, schlug Herzog Friedrich Wilhelm von Holstein-Beck 1731 vor, auf dem Ostteil des Königsberger Paradeplatzes eine Kirche für drei Regimenter zu bauen. Bei dem nassen Baugrund zu teuer, wurde der Bau 1736 eingestellt. Auf seinen Fundamenten entstand ab 1806 das Stadttheater Königsberg.
Erst 1816 erreichte das Generalkommando Königsberg, dass den Truppen die Schlosskirche verfügbar gemacht wurde.
Die Kirche in der Festung Groß Friedrichsburg bestand bis 1859 und wurde 1892 abgerissen.